# Marc Bachortz
Marc Bachortz est un footballeur français né le 15 juin 1938 à Loison-sous-Lens et mort le 21 février 2022 au Chesnay. Il évoluait au poste de gardien de but.

## Biographie
Il commence sa carrière en 1956 au Toulouse Football Club avec lequel il dispute 7 matches. Il rejoint ensuite le Red Star Football Club, avec lequel il dispute 64 matches de 1957 à 1959. 
Il évolue ensuite avec le Football Club de Nantes pendant deux saisons de 1960 à 1962, où il dispute 41 matches. Il rejoint ensuite l'Union sportive de Forbach, avec lequel il dispute 98 matches. Sur la période 1967-1969, il dispute 25 matches avec le RC Lens. Il termine sa carrière avec deux saisons à l'US Nœux-les-Mines, en Division 3.
Au total, Marc Bachortz dispute 207 matchs en Division 2.

## Palmarès
- Finaliste de la Coupe Charles Drago en 1964 avec l'US Forbach